# Abülfaz Elçibay
Abülfaz Elçibay (em azeri: Əbülfəz Elçibəy) (Naquichevão, 24 de junho de 1938 - 22 de agosto de 2000) foi um político do Azerbaijão, terceiro presidente do país, de 1992 a 1993.